# Linha Amarela do Metrô de Montreal
A Linha 4 – Amarela é uma das quatro linhas do Metro de Montreal que servem Montreal, e foi a primeira a sair da cidade.
Ela Foi construída especialmente para atender a Exposição Mundial  Expo 67 . A linha conta com três estações e liga a Ilha de Montreal a Longueuil, passando sob o Rio São Lourenço. 
Todas as suas três estações tiveram os seus nomes mudados depois da inauguração.

## Lista de estações
| Estação                                      | Inauguração                                                                  | Referência                         | Origem do nome                                                                                          |
| -------------------------------------------- | ---------------------------------------------------------------------------- | ---------------------------------- | --- |
|                                              |                                                                              |                                    | |
| Berri-UQAM linha 1 - verde linha 2 - laranja | 28 de abril 1967 (linha amarela) 14 de outubro 1966 (linhas verde e laranja) | Rue Berri Université du Québec     | Nome dado por Migeon de Branssat em 1669, origem desconhecida.                                          |
| Jean-Drapeau                                 | 28 de abril 1967                                                             | Parc Jean-Drapeau                  | Jean Drapeau, prefeito de Montreal                                                                      |
| Longueuil–Université-de-Sherbrooke           | 28 de abril 1967                                                             | Longueuil Université de Sherbrooke | Longueil, comuna francesa localizada na Haute-Normandie Campus de Longueuil da Université de Sherbrooke |

### Artigos relacionados
- Metro de Montreal
- Linha 1 - verde
- Linha 2 - laranja
- Linha 5 - azul